# Deddo sushi
Deddo sushi (jap. デッド寿司 Deddo sushi; „Martwe sushi") — japońska czarna komedia z 2012. Film przedstawiono po raz pierwszy podczas Fantasia Festival w Montrealu 22 lipca 2012.

## Fabuła
Keiko, mistrzyni sportów walki i córka sławnego szefa kuchni eksperta sushi, ucieka z domu. Wkrótce dostaje pracę kelnerki w wiejskiej gospodzie. Napotyka tam ekscentryczny personel i gości, wśród których są pracownicy firmy farmaceutycznej. Przebywa tam także ktoś z planem zemsty, potrafiący budzić mordercze instynkty w zwykłym sushi. W obliczu zagrożenia, Keiko podejmuje walkę, wykorzystując swoje umiejętności.

## Obsada
- Rina Takeda - Keiko
- Kentarō Shimazu - Yamada
- Takamasa Suga - Nosaka
- Takashi Nishina - Pan Hanamaki
- Asami Sugiura - Yumi Hanamaki
- Yui Murata - Miss Enomoto
- Yasuhiko Fukuda - Eggy (głos)
- Jiji Bū - Ojciec Keiko
- Tōru Tezuka - Prezydent Komatsu
- Kanji Tsuda - Szef Tsuchida
- Shigeru Matsuzaki	- Pan Sawada

## Produkcja
Po sukcesie filmu Pirania 3D, który stał się popularny w Japonii, reżyser i scenarzysta Noboru Iguchi postanowił nakręcić następny film o potworach atakujących ludzi. Filmem, z którego Iguchi wziął pomysł wykorzystania żywności atakującej ludzi, był Atak pomidorów zabójców. Film zawiera wiele scen, które Iguchi ocenił na bardziej komediowe, niż w poprzednich swoich produkcjach. Efekty specjalne dla filmu stworzył Yoshihiro Nishimura.